# Унибет арена
Унибет Арена (названа Саку Сурхал до 31. децембра 2022. ) је вишенаменска затворена арена у подокругу Хааберсти главног града Естоније, Талина. Отворена у новембру 2001., то је највећа вишенаменска дворана у земљи са око 7200 места, али може да прими до 10000 људи. 
Обично је домаћин кошаркашких утакмица, као и спортских такмичења, сајмова, корпоративних догађаја и концерата. Спонзор арене је шведска кладионица Unibet, а објекат је у власништву бизнисмена Марсела Вихмана преко своје компаније Best Idea OÜ. Утакмице ФИБА Европског првенства у кошарци 2029. ће се одржати у арени.

## Историја
Првобитни планови за арену објављени су у августу 1999.  Унибет арена је отворена у новембру 2001. Од 2002. арена је члан Европског удружења арена (ЕАА).
Укупно 13.220 м2 распоређених на четири спрата. Сваке године се у дворани одржи око 300 догађаја, од којих је око 70 великих догађаја. Може да прими до 10.000 гледалаца, од којих је 7.200 седећих. Први догађај у дворани био је ирски плесни шоу „Lord of the Dance“.

## Прошли догађаји
Неки од значајних догађаја који су се одиграли у арени су:

### Музика
- Песма Евровизије 2002.
- Еести Лаул финале (2016–2022, 2025)

### Спорт
- Међународна изложба коња у Талину (2002–данас) [6]
- Европско првенство у каратеу 2002. и 2008.
- Европско првенство у уметничком клизању 2010.
- Европско првенство у џудоу за кадете 2013.
- ФИБА Европско првенство за играче до 20 година 2013.
- Куп четири нације Тојоте 2015.
- Европско првенство у одбојци за мушкарце 2021. (утакмице групе Д)
- Европско првенство у одбојци за жене 2023. (утакмице групе Д)
- Европско јуниорско првенство у џудоу 2024.
- Европско првенство у ритмичкој гимнастици 2025.

## Концерти
- Alice Cooper
- Alice in Chains
- Anne Veski
- Alla Pugacheva
- Avril Lavigne
- Backstreet Boys
- Bastille
- Bob Dylan
- Bring Me the Horizon
- Bryan Adams
- Cascada
- Chase & Status
- Chris Rea
- Cirque du Soleil
- Darren Hayes
- Deep Purple
- Def Leppard
- Demis Roussos
- Depeche Mode
- Disturbed
- Ed Sheeran
- Elton John
- Enrique Iglesias
- Flyleaf
- Foreigner
- Good Charlotte
- Gregorian
- Haloo Helsinki!
- Hurts
- Imagine Dragons
- Irina Allegrova
- Iron Maiden
- James Blunt
- Jamiroquai
- Joe Cocker
- Judas Priest
- Korn
- Kraftwerk
- Kylie Minogue
- Lenny Kravitz
- Limp Bizkit
- Lordi
- Louis Tomlinson
- Mamma Mia!
- Mariah Carey
- Marilyn Manson
- Mark Knopfler
- Massive Attack
- Metallica
- Michael Bublé
- Muse
- Nazareth
- Nelly
- Nero
- Nightwish
- OneRepublic
- Ozzy Osbourne
- Patricia Kaas
- Paul van Dyk
- Pet Shop Boys
- Phil Collins
- P!nk
- Placebo
- Plácido Domingo
- Rammstein
- R.E.M.
- Ray Charles
- REO Speedwagon
- Rihanna
- Roxette
- Ruslana
- Sade
- Sarah Brightman
- Scorpions
- Seal
- Simple Minds
- Simply Red
- Slipknot (band)
- Smokie
- Sting
- Styx
- Suzi Quatro
- t.A.T.u.
- The Bravery
- The Prodigy
- The Sweet
- Thirty Seconds To Mars
- Tiësto
- Tom Jones
- Toto Cutugno
- Underworld
- Vanessa-Mae
- Vanilla Ninja
- Vaya Con Dios
- Whitesnake
- Within Temptation
- Yes
- Zemfira